# Paronychia rugelii
Paronychia rugelii är en nejlikväxtart som först beskrevs av Alvin Wentworth Chapman, och fick sitt nu gällande namn av Shuttlw. och Chapman. Paronychia rugelii ingår i släktet prasselörter, och familjen nejlikväxter. Inga underarter finns listade i Catalogue of Life.